# Parc Gülhane

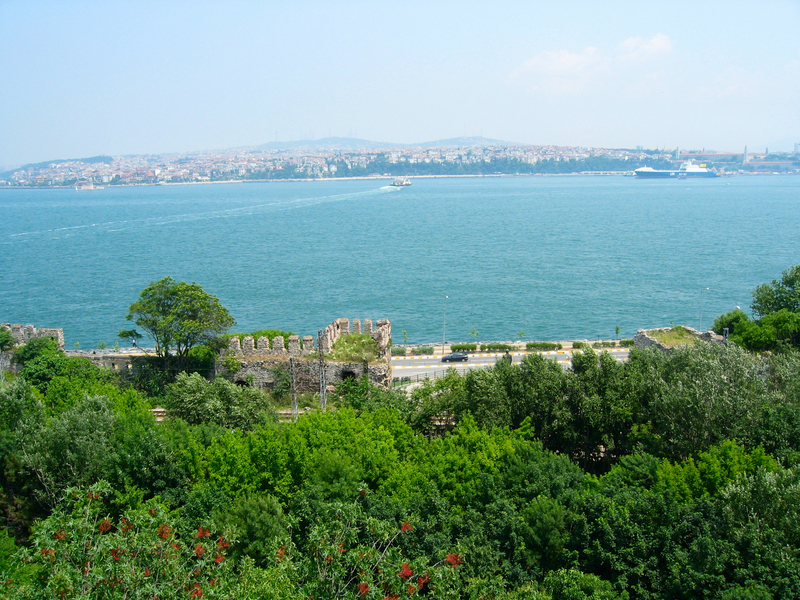
Le parc Gülhane vu depuis le Palais de Topkapı

Le parc Gülhane (en turc : Gülhane parkı, « parc de la roseraie » en français) est un parc urbain historique du district d'Eminönü d'Istanbul, en Turquie. Il est situé sur les terres et en lisière du palais de Topkapı. L'entrée sud du parc possède l'une des plus grandes portes du palais. C'est le plus ancien et, avec ses 65 hectares, l'un des plus vastes parcs publics à Istanbul.

## Historique
Le parc Gülhane fit jadis partie des parcs extérieurs du palais de Topkapı. C'était avant tout un parc arboré.
C'est dans ce parc, alors vaste plaine, qu'a été lu publiquement, le 3 novembre 1839, au nom du sultan Abdülmecid, le Hatti-schérif, une nouvelle charte assurant à tous les citoyens de Turquie, sans acception de religion, des garanties sur leur vie, leur honneur, leur fortune et leur liberté personnelle mais aussi un mode régulier d'établir et de lever des impôts, charte qui na été qu'en partie suivie.
Une section du jardin extérieur a été transformée en parc par la municipalité et ouverte au public en 1912.
Le parc abrita autrefois une fête foraine, des cafés, des aires de jeux, etc. Plus tard, un petit zoo y a ouvert.
La première statue de Mustafa Kemal Atatürk en Turquie, œuvre de Heinrich Krippel, a été érigée dans le parc en 1926.
Le parc a subi d'importantes rénovations ces dernières années[évasif]. La suppression du zoo, de la fête foraine et des terrains de pique-nique ont accru l'espace de promenade. Les itinéraires de randonnée ont été redessinés et le grand bassin a été rénové dans un style moderne.
Avec la disparition des structures en béton, le parc a retrouvé le paysage naturel des années 1950, révélant des arbres datant du XIXe siècle.
Le Musée de l'Histoire des Sciences et Technologies de l'Islam est situé dans les anciennes écuries du palais de Topkapı, à la lisière ouest du parc. Il a été inauguré en mai 2008 par le Premier ministre turc Recep Tayyip Erdoğan.
Le musée propose 140 répliques d'inventions du VIIIe au XVIe siècle, dans les domaines de l'astronomie, de la géographie, de la chimie, de l'arpentage, de l'optique, de la médecine, de l'architecture, de la physique et des arts militaires.

## Futur
Les vieilles casernes dans le parc de Gülhane devraient être converties en un centre culturel, qui abritera une bibliothèque et une salle d'expositions ainsi qu'un atelier sur le tapis (kilim) et l'artisanat.

## Galerie

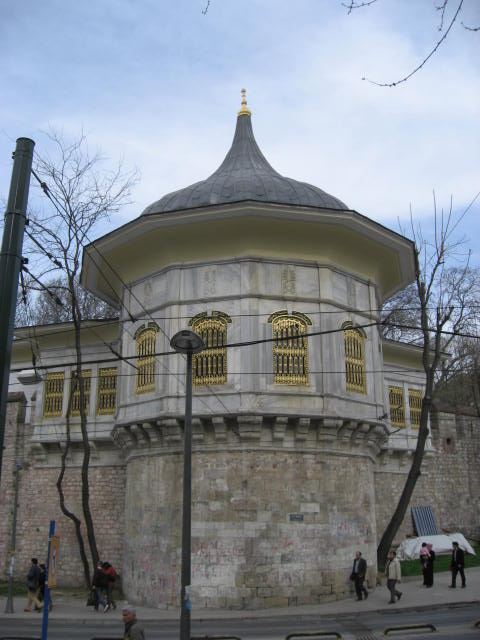
Le kiosque Alay, dans le Parc Gülhane. Utilisé par le sultan pour la vue, rouvert comme café après de lourdes rénovations en 2007.
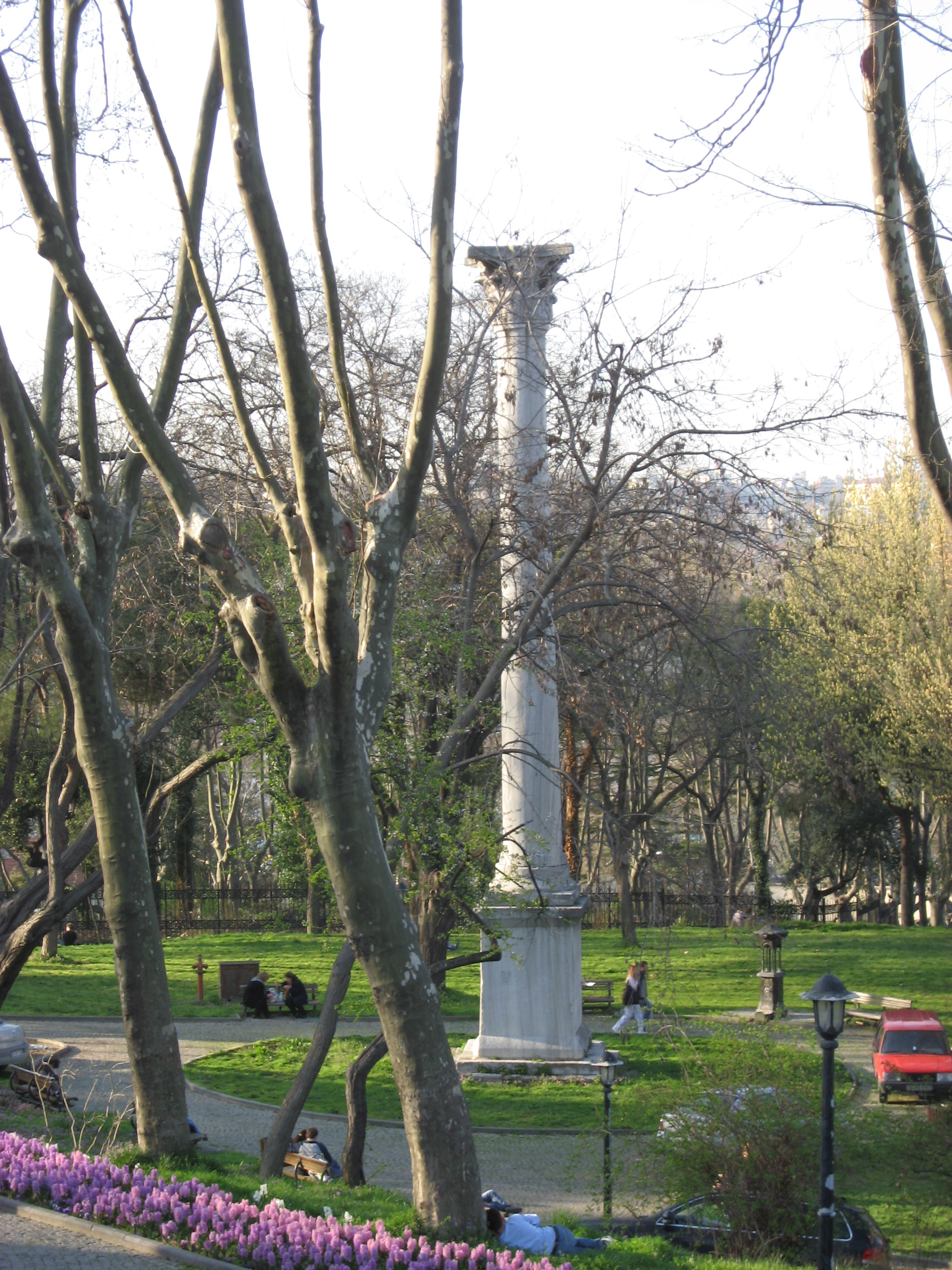
La Colonne des Goths commémore une victoire romaine contre les Goths.
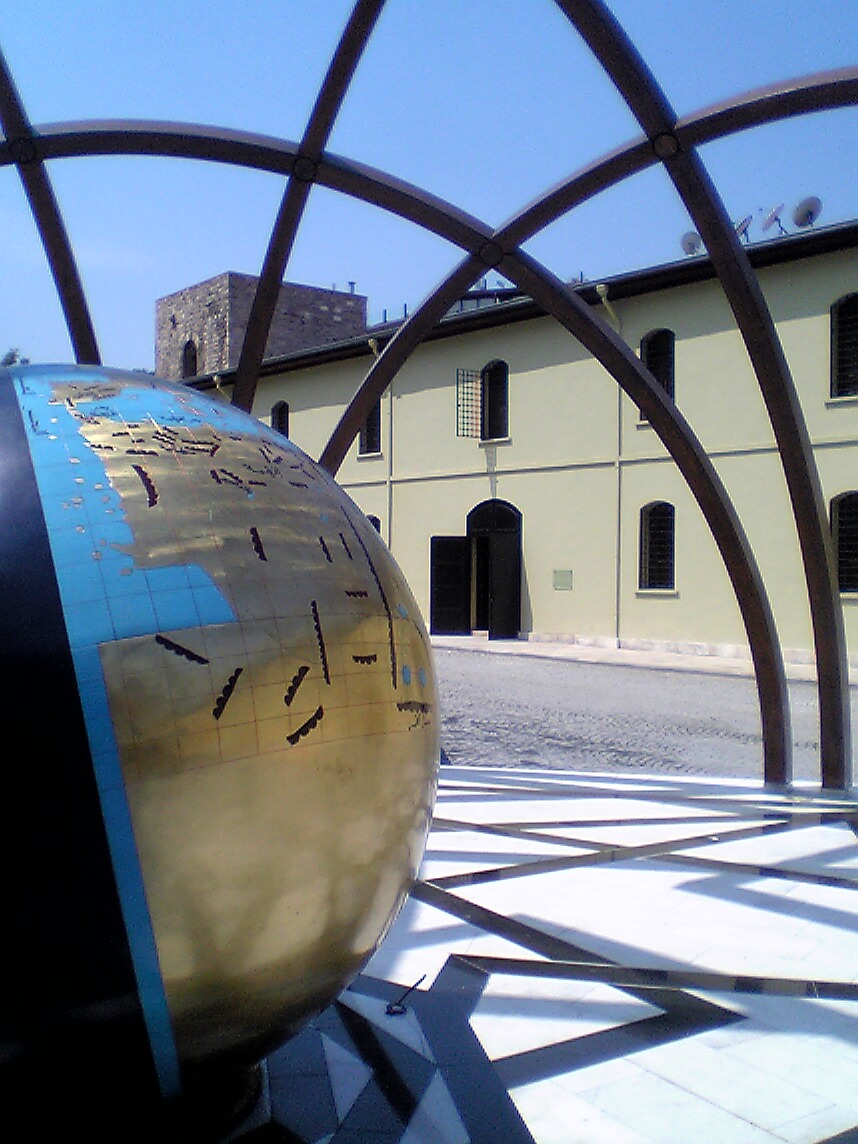
Musée de l'Histoire des Sciences et Technologies de l'Islam